# Ein Sommer in Masuren
Ein Sommer in Masuren (Un verano en Masuria) es una comedia ligera y costumbrista alemana, dirigida por Karola Meeder y producida por el canal público alemán ZDF. 

## Argumento

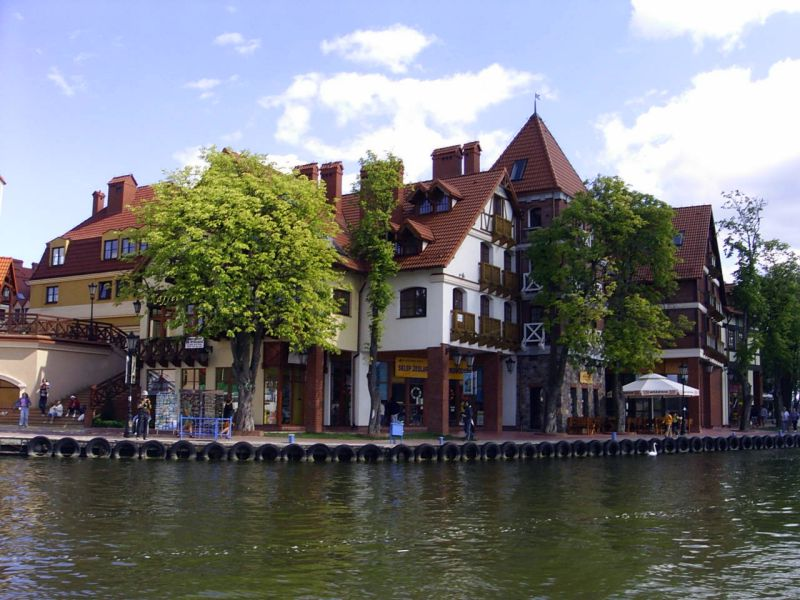
El muelle deportivo de Mikołajki, donde Sabine cogió el bote para ir hacia sus terrenos heredados.

Sabine Waldmann (interpretada por Christina Große) es una mujer alemana de mediana edad que padece síndrome de Asperger. Posee una gran habilidad por todo lo racional, y tiene grandes cadencias por todo lo emocional. Gracias a su talento con los números, no tiene problema en encontrar trabajo, pero sí en conservarlo debido a la incomprensión de su entorno hacia su actitudes en cuanto a las relaciones humanas se refiere. No solo a la amistad, sino también a las relaciones entre compañeros de oficina. Su madre, la única persona que realmente la comprendía y la quería tal y como era, había fallecido hace tiempo y únicamente le quedaba su padre, que renegaba de ella.
Gracias a su buen sueldo en su trabajo en un banco, Sabine vivía en un piso de alquiler caro en el centro de Fráncfort . Cuando lo perdió tuvo que encontrar nuevas fuentes de ingresos para poder pagarlo. Poco tiempo después el notario Darius-Wrobel (interpretado por Rainer Piwek) le informa de que su padre acaba de fallecer y le explica qué trámites burocráticos debe hacer para poder recibir la herencia.  
A pesar de la ansiedad que le producen los lugares desconocidos y todo lo que no puede controlar, Sabine hace la maleta y emprende un viaje hacia la Polonia rural para reunirse con el notario, ver qué terreno le legó su padre, encontrar un comprador y volver a Fráncfort.  

El viaje de tres días se alarga, y le permite explorar sus límites y los de los habitantes del pueblo, que aceptan a una mujer de ciudad, introvertida y con manías incontrolables e inconscientes. 

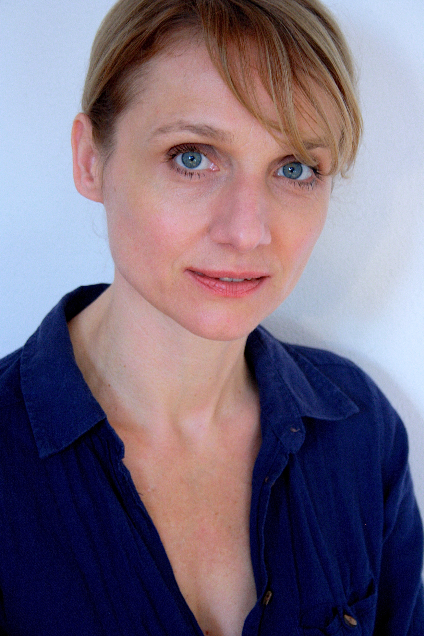
Christina Große, la actriz principal que desempeña el rol de Sabine.

## Elenco
- Christina Große, como Sabine Waldmann.
- Stefan Murr, como Marek Kowalski.
- Irene Rindje, como Marta Kowalski.
- Anna von Berg, como Dorota Kowalski.
- Witold Debicki, tío Dimitri.
- Dietrich Hollinderbäumer, como Jakub Wozniak.
- Marlene Morreis, como Pola Piotrowski, expareja de Marek.
- Kacper Olszewski, como Janusz.
- Rainer Piwek, como notario Darius-Wrobel.

## Banda sonora
La banda sonora, a cargo de Dominik Giesriegl, habitual compositor en películas televisivas, se basa en el acompañamiento del poder de la imagen, del aspecto fotográfico y el diálogo para introducir suaves fragmentos a piano, con el acompañamiento de un acordeón en algunas escenas.

## Localizaciones
La mayor parte de escenas están rodadas en exteriores y, a excepción la escasa parte en Alemania, casi todas están en la zona de Masuria.
- Fráncfort del Meno.
- Mikołajki, pueblo pesquero (Polonia).
- Mrągowo, pueblo rural (Polonia).

## Recepción
La película, que fue realizada para visionarse en televisión, fue estrenada por primera vez en 2015 en Alemania en el canal Zweites Deutsches Fernsehen (ZDF) cosechando una cuota de pantalla del 13,4% de espectadores, equivalente a unos 4,9 millones de personas. En España, llegó el 7 de mayo de 2017, alcanzando una cuota del 12,5% de cuota, equivalente a 1,3 millones